# Murge
Le Murge sono una subregione appulo-lucana piuttosto estesa, corrispondente a un altopiano carsico di origine tettonica e di forma quadrangolare situato tra la Puglia centrale e la Basilicata nord-orientale. Costituiscono parte dell'Antiappennino pugliese e nella zona nord-occidentale si trovano i rilievi più alti: Torre Disperata (686 m), Monte Caccia (682 m), Serraficaia (673 m) e Monte Scorzone (668 m).
L'altopiano e le sue propaggini collinari si estendono a occidente fin nella provincia di Matera, in Basilicata; inoltre si prolungano verso sud nelle province di Taranto (Murge tarantine) e marginalmente Brindisi originando dei contesti geografici di alto valore paesaggistico come le terre delle gravine e la  Valle d'Itria. 
Dal 2004 nel territorio murgiano si configurano il parco nazionale dell'Alta Murgia, con sede amministrativa a Gravina in Puglia, il Parco naturale regionale Terra delle Gravine nel versante occidentale del tarantino e il Parco della Murgia Materana nel territorio comunale di Matera.

## Etimologia
Il termine viene dal latino murex, che significa "murice, roccia aguzza", a sua volta derivato molto probabilmente, tramite la mediazione della lingua osca, da un termine riconducibile ad un idioma preindoeuropeo diffuso nell'Italia meridionale prima della migrazione osca che interessò il territorio e che significava appunto "pietra". Sopravvive ancora nel suo significato originario nei dialetti calabresi settentrionali.

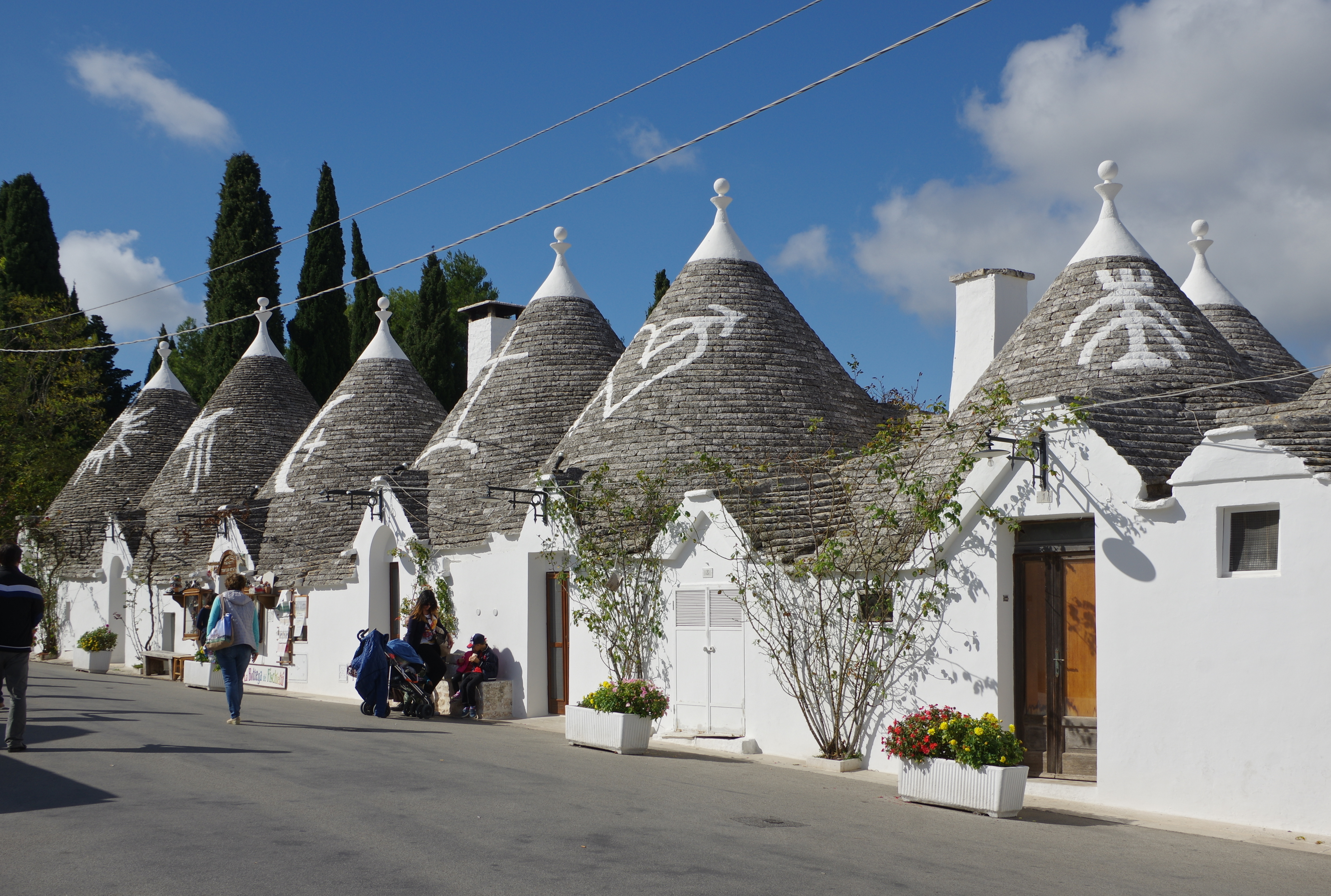
Simboli sui trulli, Alberobello

Intendendo la Murgia come subregione, si estende per circa 4000 km² ed è situata tra il corso dell'Ofanto situato a nord, e la cosiddetta "soglia messapica" (una depressione che la separa dalla penisola salentina) situata a sud. I suoi limiti fisici sono: a sud-ovest la depressione bradanica (o premurgiana) parzialmente ricadente entro la vicina regione Basilicata; a nord-est il Mare Adriatico; a nord-ovest la valle del fiume Ofanto e la pianura del Tavoliere di Foggia; a sud-est la piana di Brindisi. È suddivisa, attraverso la Sella di Gioia del Colle (un'estesa depressione che tocca l'isoipsa intorno a 350 m), in Murgia alta nord-occidentale, che rappresenta la parte sommitale dell'altopiano, ricoperta prevalentemente da steppe e pascoli e caratterizzata da coltura estensiva, e in Murgia bassa sud-orientale, dove la terra è più fertile e ricoperta in prevalenza da oliveti.
Tradizionalmente, le Murge vengono inoltre divise in varie subregioni: l'Alta Murgia, la Bassa Murgia, la Murgia Costiera, la Terra delle Gravine, la Murgia dei Trulli (Valle d'Itria), le Murge Brindisine, le Murge Tarantine e la Murgia Materana.

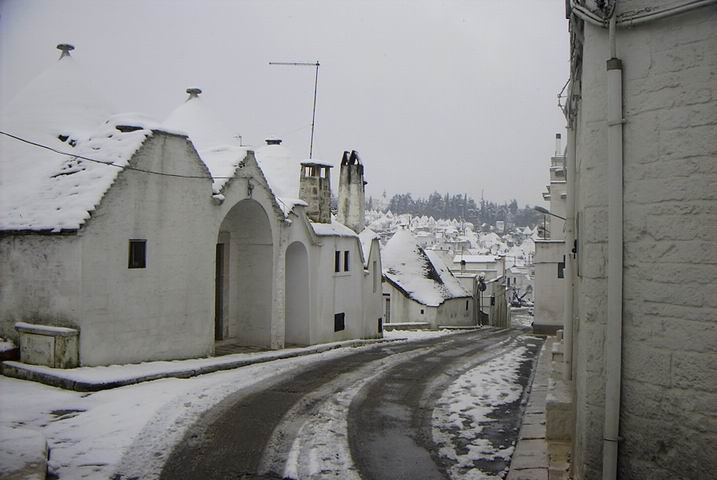
Trulli imbiancati di neve ad Alberobello

Le Murge sono rappresentate da un altopiano collinare, con predominanza della media collina, disposte a ripiani paralleli alla linea di costa adriatica, allungati da nord-ovest a sud-est e i rilievi sono costituiti da formazioni di roccia calcarea del Cretacico. Vi si trovano vistosi fenomeni di carsismo, tanto ipogei quanto superficiali, come doline, le più grandi delle quali sono localmente dette "Puli" (il più importante situato ad Altamura) o "pulicchi" se di dimensioni inferiori, inghiottitoi, lame e grotte fra le quali le famose e affascinanti Grotte di Castellana.
Caratteristiche tipiche della parte meridionale delle Murge sono le gravine. La gravina è una erosione carsica paragonabile ai canyon americani, con pareti ripide e profondità, in alcuni punti, superiori ai 200 m.
Interessante segnalare la gravina Laterza, la più grande per estensione e profondità.
Manca nella regione qualsiasi corso d'acqua di superficie a carattere permanente, eccezion fatta per la sorgente del Canale Reale, mentre è presente una circolazione idrica sotterranea, con una falda profonda e piccole falde superficiali da tempo sfruttate a scopi irrigui mediante numerosi pozzi, "pile" (cisterne) e norie.

### Alta Murgia
L'Alta Murgia è un territorio di alta collina, comprendente i comuni di Minervino Murge, Altamura, Spinazzola, Poggiorsini, Andria e il territorio murgiano a ovest di Gravina in Puglia. Nel suo territorio si trova il Parco nazionale dell'Alta Murgia.

### Bassa Murgia e Murgia dei Trulli
La Bassa Murgia è un paesaggio di media collina, comprende il cuore delle Murge a sud, a sud-est e a nord di Bari, tra i vari centri rientrano Acquaviva delle Fonti, Cassano delle Murge, Sammichele di Bari, Gioia del Colle, Sannicandro di Bari, Bitonto, Palo del Colle, Toritto, Grumo Appula, Santeramo in Colle, Corato e Ruvo di Puglia; nella sottocategoria della Murgia dei Trulli vi sono quei territori della Bassa Murgia caratterizzati da trulli, tra questi comuni vi sono: Alberobello, Castellana Grotte, Monopoli, Noci, Turi e Putignano. 

### Valle d'Itria
La Valle d'Itria è una porzione di territorio della Puglia centrale, a cavallo tra la città metropolitana di Bari, provincia di Brindisi e provincia di Taranto. Il suo territorio coincide con la parte meridionale dell'Altopiano delle Murge. La principale peculiarità della valle sono i trulli, tipiche ed esclusive abitazioni in pietra a forma di cono. Comprende interamente i territori di Martina Franca, Cisternino, Locorotondo e parti di Alberobello, Noci, Ceglie Messapica, Ostuni e Putignano.

### Murgia costiera
La Murgia costiera è quella fascia della Terra di Bari e della parte settentrionale della provincia di Brindisi che digrada dolcemente o a piccole balze dalla quota di 100-200 verso il Mare Adriatico. È compresa grossomodo tra Monopoli e Fasano. 

### Terra delle Gravine

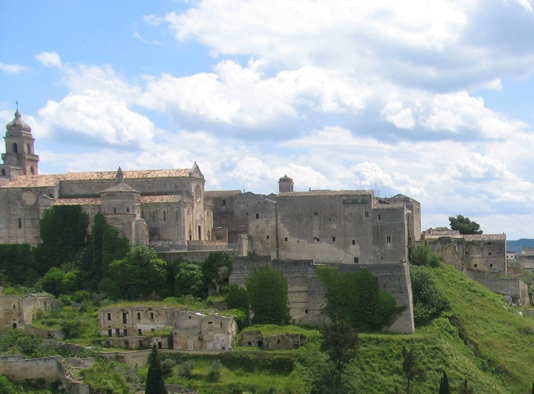
Vista della Cattedrale a Gravina

Comprende la parte settentrionale della provincia di Taranto, a nord della piana dell'arco ionico e termina al confine con la provincia di Brindisi. Il Parco naturale regionale Terra delle Gravine è un parco naturale regionale istituito in Puglia nel 2005 per tutelarne il patrimonio paesaggistico e faunistico, comprende i centri di Laterza, Ginosa, Castellaneta, Mottola, Palagianello, Palagiano, Massafra, Crispiano, Statte, Montemesola, San Marzano di San Giuseppe, Grottaglie e Villa Castelli.

### Serre tarantine
Le Murge tarantine sono un complesso collinare della penisola salentina che parte a sud-est della città di Taranto e termina poco oltre il confine con la provincia di Lecce. Rappresentano le ultime propaggini dell'Appennino meridionale. Comprendono tutti i comuni orientali della provincia, da Grottaglie fino ad Avetrana.

### Murgia materana

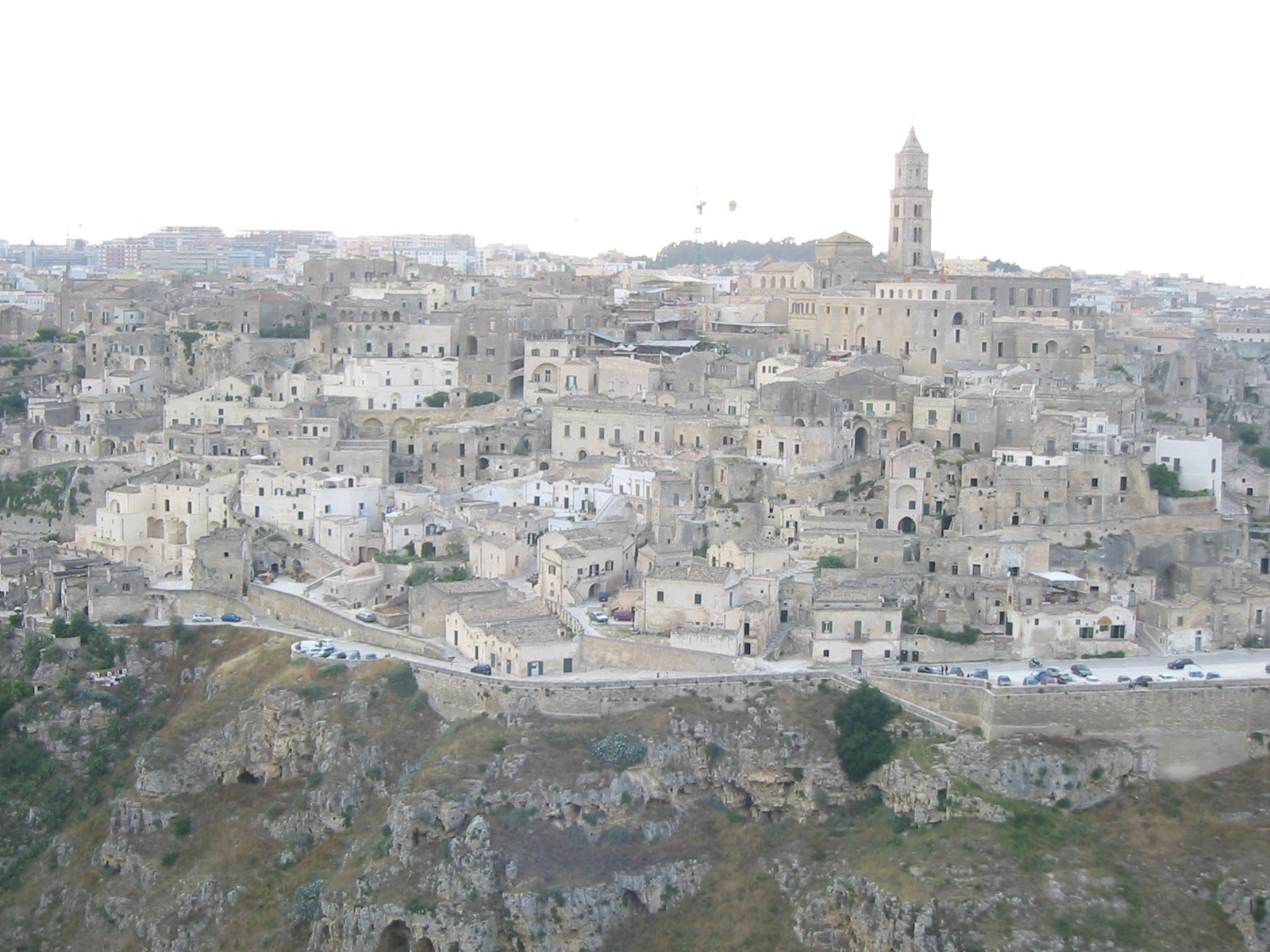
Matera e la sua Gravina

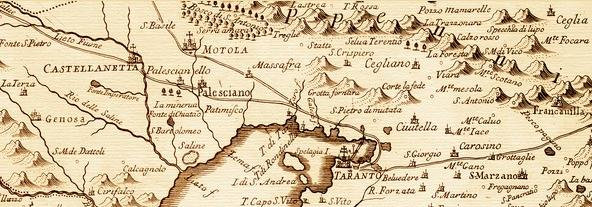
Le Murge

La Murgia materana è situata all'estremità orientale della Basilicata, vicino al confine con la Puglia. Nel suo territorio vi è la Gravina di Matera, profondo solco calcareo sul fondo del quale scorre l'omonimo torrente che, dopo aver costeggiato i Sassi di Matera e sfiorato l'abitato di Montescaglioso, sfocia nel fiume Bradano dopo circa venti chilometri.
È compreso tutto il territorio della Murgia Materana, contigua a quella pugliese, un altipiano calcareo ricoperto della tipica vegetazione mediterranea. Abitata fin dalla preistoria, conserva ancora stazionamenti risalenti al Paleolitico, come la grotta dei pipistrelli, ed al Neolitico, come i numerosi villaggi trincerati. Una delle caratteristiche più importanti del territorio, istituito come Parco della Murgia Materana, è la presenza di circa 150 chiese rupestri disseminate lungo la Murgia e le Gravine. Sin dall'alto Medioevo si registra in tutta l'area la presenza di comunità monastiche sia benedettine che bizantine.

## Clima

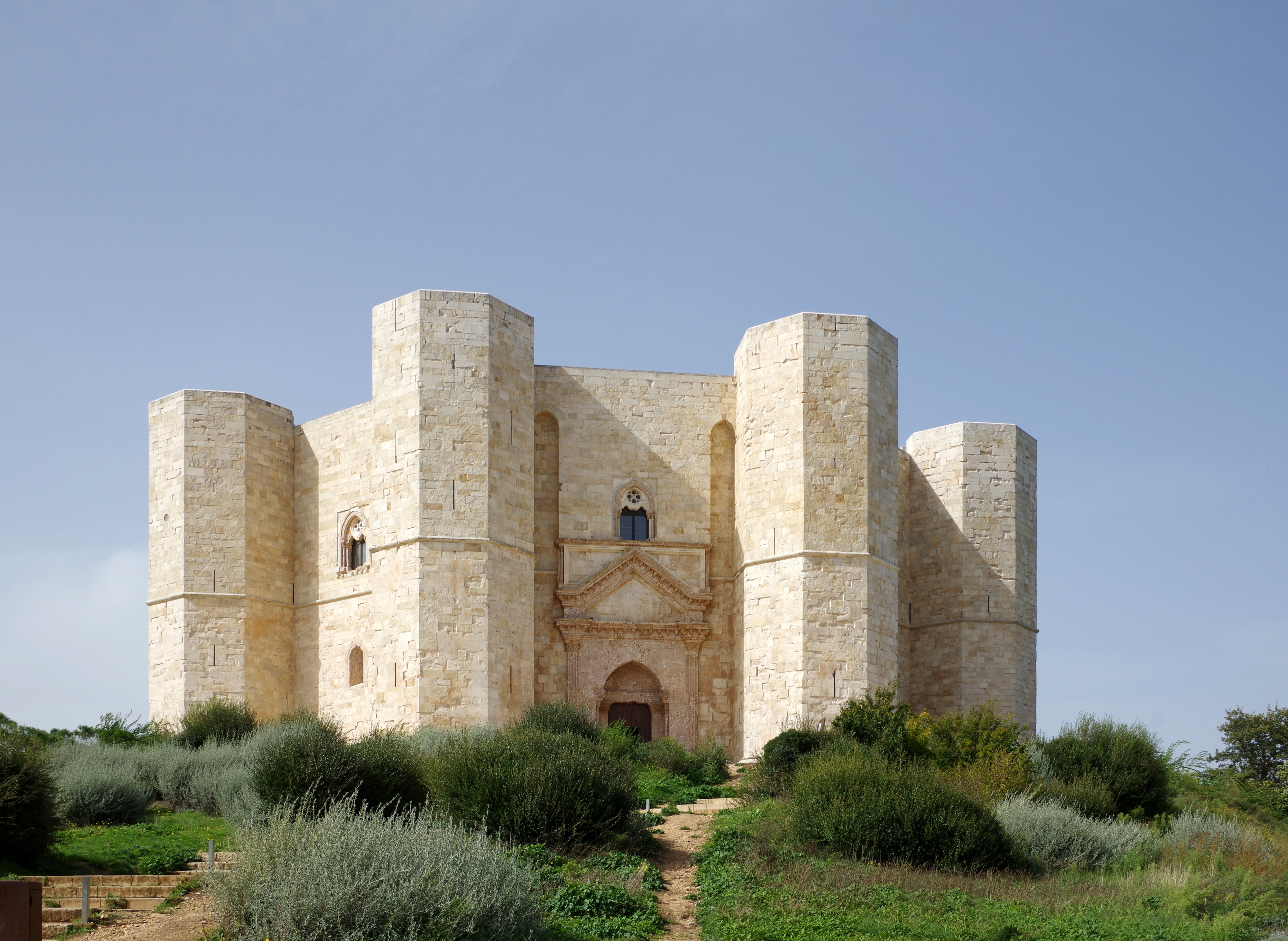
Castel del Monte nel territorio di Andria

La temperatura media in inverno si attesta sui 5 gradi, nel mese di gennaio si registrano minimi negativi e nevicate. In estate si hanno temperature medie intorno ai 30 °C. Le precipitazioni non sono abbondanti.
| Mese                           | Gen  | Feb  | Mar  | Apr  | Mag  | Giu  | Lug  | Ago  | Set  | Ott  | Nov  | Dic  | Anno |
| ------------------------------ | ---- | ---- | ---- | ---- | ---- | ---- | ---- | ---- | ---- | ---- | ---- | ---- | ---- |
| Temperatura massima media (°C) | 11,8 | 12,8 | 14,9 | 18,3 | 23,1 | 27,5 | 30,4 | 30,5 | 26,5 | 21,4 | 16,8 | 13,4 | 20,6 |
| Temperatura minima media (°C)  | 4,6  | 4,9  | 6,5  | 8,7  | 12,5 | 16,4 | 19,0 | 19,2 | 16,5 | 12,8 | 9,0  | 6,2  | 11,4 |
| Piogge (mm)                    | 59   | 58   | 54   | 36   | 33   | 23   | 22   | 23   | 37   | 73   | 73   | 63   | 554  |
| Umidità media (%)              | 77,8 | 76,6 | 75,4 | 72,9 | 70,2 | 65,7 | 61,8 | 63,6 | 70,0 | 76,0 | 78,9 | 78,9 | 72,3 |

## Economia

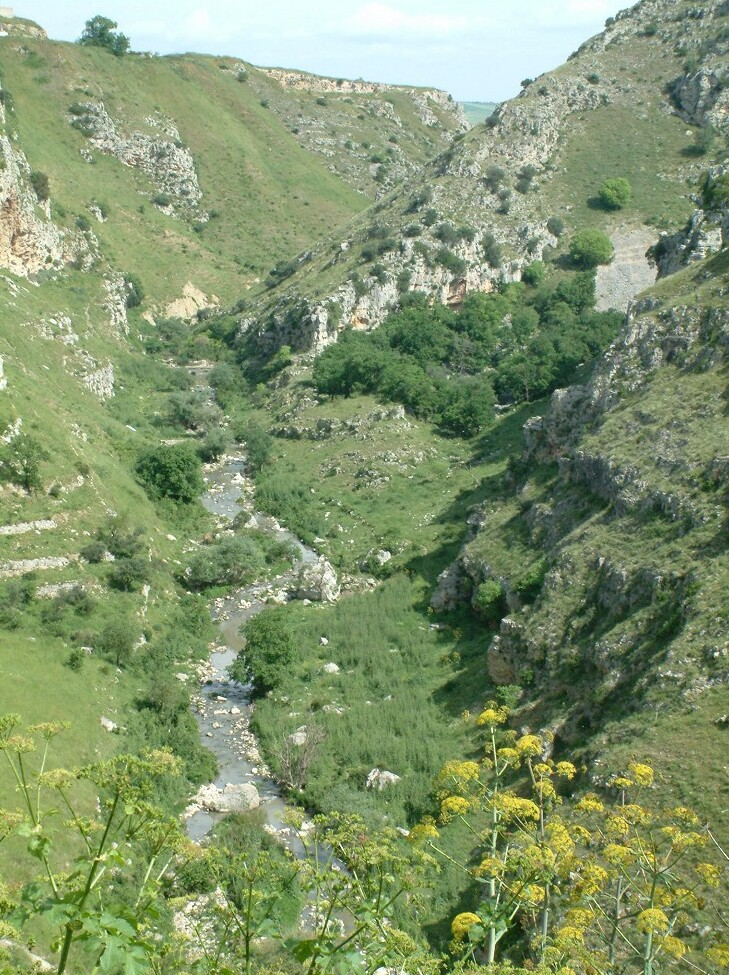
Murgia Materana

Per secoli, l'economia murgiana si è fondata sulla pastorizia e sull'agricoltura: fenomeno importante era la transumanza, con lo spostamento di intere greggi di pecore tra le Murge e l'Abruzzo in estate, e verso il clima più mite del sud durante l'inverno, lungo antiche vie di comunicazione chiamate tratturi. Fino al XIX secolo è stato presente il latifondo, caratterizzato da grandi estensioni territoriali possedute da ricche famiglie che vi praticavano un'agricoltura estensiva, dovuta anche alla limitata disponibilità di acqua. Tuttora si coltivano mandorleti, viti e olivi, oltre ad alberi da frutto e, in misura più modesta, ortaggi. Oggi l'economia delle Murge è caratterizzata anche da un'intensa attività estrattiva del marmo, a nord, e dalla presenza del distretto industriale del mobile imbottito, ubicato tra i comuni di Altamura, Gravina in Puglia, Santeramo in Colle e la vicina città di Matera.
Di recente istituzione (2004) è il Parco nazionale dell'Alta Murgia i cui confini ricadono nei territori dei seguenti comuni: Altamura, Andria, Bitonto, Cassano delle Murge, Corato, Gravina in Puglia (sede del Parco), Grumo Appula, Minervino Murge, Poggiorsini, Ruvo di Puglia, Santeramo in Colle, Spinazzola, Toritto. In Basilicata e a pochi chilometri di distanza dal confine con la Puglia, si trova nei comuni di Matera e Montescaglioso (in provincia di Matera) il Parco Archeologico Storico Naturale delle Chiese Rupestri del Materano, semplicemente detto anche Parco della Murgia Materana. Sono originarie di questa regione geografica, e in particolare dell'area le di Martina Franca, due importanti razze equine italiane: il Cavallo murgese e l'asino di Martina Franca. 

### Agricoltura e allevamento
Per il settore agricolo:
- olivicoltura (anche biologica), con la produzione di olio di oliva DOP,
- coltivazione biologica della vite
- coltivazione di diversi alberi da frutta (mandorli, ciliegi, e Gelsi).
- Al tradizionale allevamento di cavalli di razza murgese, presente già dal XV secolo, si aggiunge nelle masserie l'allevamento di ovini, caprini, suini e bovini.

### Artigianato e industria
- Nel settore artigianale si perpetua la tradizionale costruzione di muratura a secco e dei trulli.

Per il settore industriale:
- oleifici e stabilimenti vinicoli con impianti di imbottigliamento.
- aziende di produzione di materiali per l'edilizia.
- ebanisteria.
- erboristeria.
- sartorie industriali.
- industria della ceramica, concentrata principalmente nella città di Grottaglie.

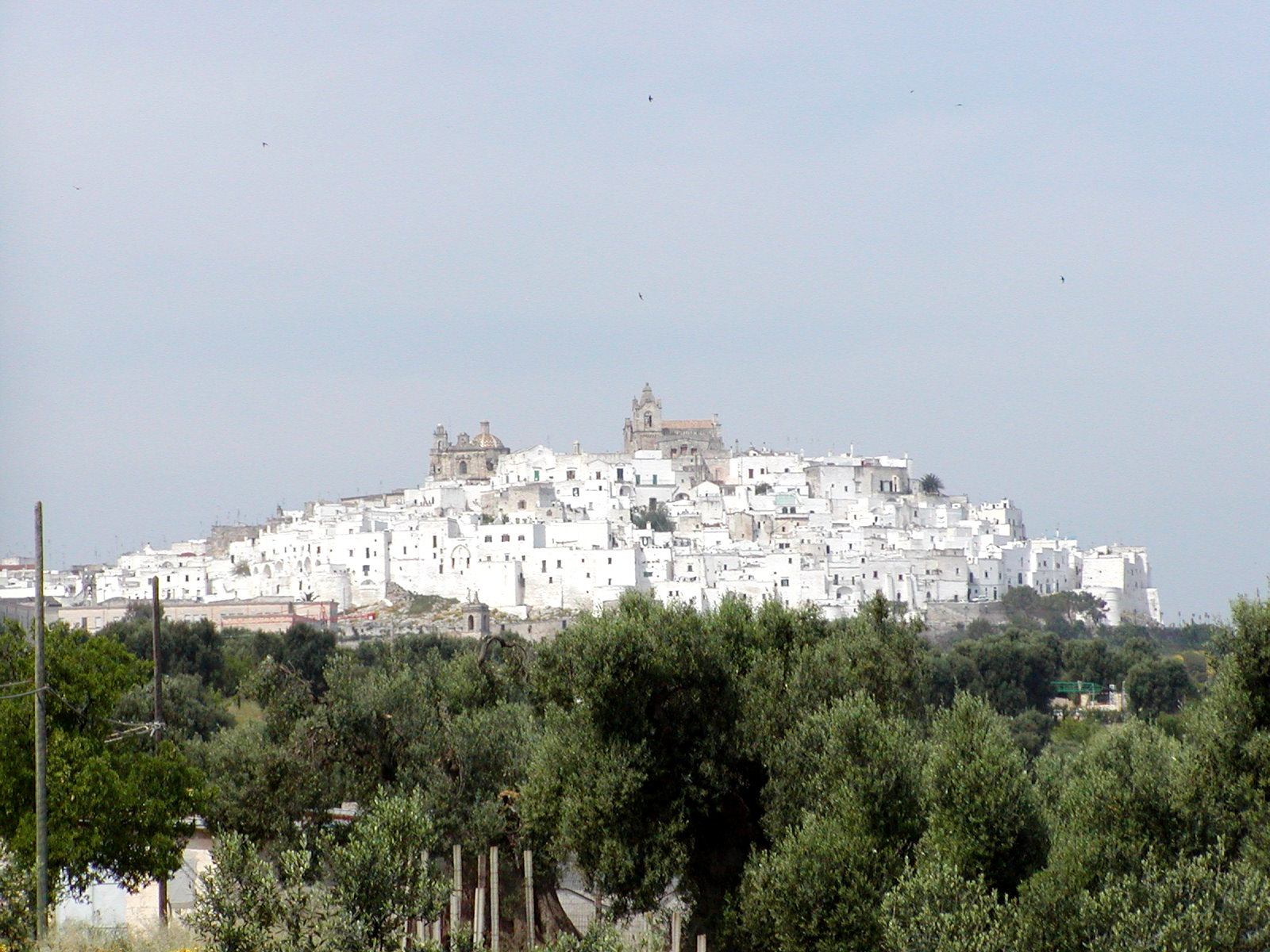
Ostuni centro storico

### Servizi
Nel settore terziario sono presenti: 
- centri di assistenza fiscale.
- banche.
- agenzie assicurative.

### Turismo e ricettività
Vi sono strutture ricettive a vari livelli.

## Elenco completo dei comuni appartenenti alle Murge
- in provincia di Barletta-Andria-Trani:

Andria, Minervino Murge; Spinazzola, Canosa di Puglia
- nella città metropolitana di Bari:

Acquaviva delle Fonti, Altamura, Bitonto, Cassano delle Murge, Corato, Gioia del Colle, Gravina in Puglia, Grumo Appula, Palo del Colle, Castellana Grotte, Monopoli, Putignano, Noci, Alberobello, Locorotondo, Poggiorsini, Ruvo di Puglia, Sammichele di Bari, Santeramo in Colle, Sannicandro di Bari, Toritto, Turi, Adelfia.
- in provincia di Brindisi:

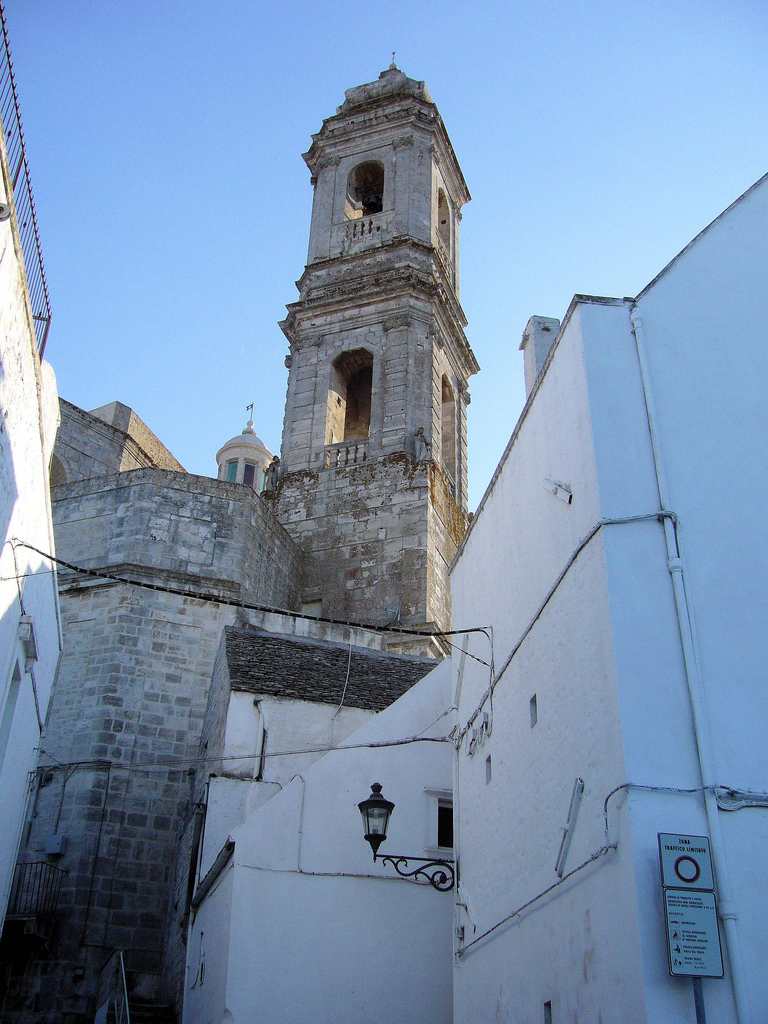
Campanile della Collegiata Locorotondo

Fasano, Cisternino, Carovigno, Ostuni, Villa Castelli, Ceglie Messapica
- in provincia di Taranto:

Castellaneta, Palagianello, Palagiano, Ginosa, Laterza, Mottola, Martina Franca, Massafra e le murge tarantine che comprendono tutti i comuni ad est del capoluogo situati nella sub regione salentina, da Grottaglie ad Avetrana. 
- Murgia materana in provincia di Matera:

Se pur i comuni lucani non sorgano direttamente sulla Murgia, in Basilicata, nella provincia di Matera, è presente una subregione appartenente alla Murgia denominata Murgia Materana, che sorge esternamente fra la città di Matera e il comune di Montescaglioso, e si estende al confine con la regione Puglia, dove di seguito sorge l'Alta Murgia e le Murge tarantine.

## Frazioni rilevanti
- Pulo di Altamura (Altamura)
- Salentino (Acquaviva delle Fonti)
- Dolcecanto (Gravina in Puglia)
- Murgetta (Gravina in Puglia)
- Pulicchio di Gravina (Gravina in Puglia)
- Egnazia (Fasano)
- Monte Fellone (Martina Franca)
- Montegrosso (Andria)
- Loconia (Canosa di Puglia)
- Montursi (Gioia del Colle)
- Pezza Petrosa (Villa Castelli)
- Specchia Tarantina (Martina Franca)
- Villanova (Ostuni)
- Torre Santa Sabina (Carovigno)
- Auricarro (Palo del Colle)

## Nella letteratura
Ernesto Capocci di Belmonte scrive nel 1857 Viaggio alla Luna. In esso la protagonista del breve romanzo paragona il paesaggio lunare al territorio murgiano: 
Il romanzo anticipa di otto anni Dalla Terra alla Luna di Jules Verne.